# Quinn Hughes
Quintin „Quinn“ Hughes (* 14. Oktober 1999 in Orlando, Florida) ist ein US-amerikanischer Eishockeyspieler, der seit März 2019 bei den Vancouver Canucks in der National Hockey League unter Vertrag steht. Im NHL Entry Draft 2018 wurde der Abwehrspieler an siebter Position von den Canucks ausgewählt und führt das Team seit September 2023 als Kapitän an. Im Jahre 2024 ehrte man ihn mit der James Norris Memorial Trophy als besten Verteidiger der NHL. Mit der Nationalmannschaft der USA nahm er an der Weltmeisterschaft 2018 teil.

## Karriere

### Jugend
Quinn Hughes wurde in Orlando geboren, als sein Vater Jim Hughes dort als Assistenztrainer bei den Orlando Solar Bears tätig war. Anschließend zog die Familie nach Toronto, wo Jim in der Organisation der Toronto Maple Leafs angestellt war, sodass Quinn Hughes im Juniorenbereich unter anderem für die Toronto Marlboros auflief. Mit Beginn der Saison 2015/16 wechselte der Abwehrspieler ins USA Hockey National Team Development Program (NTDP), die zentrale Talenteschmiede des US-amerikanischen Verbands USA Hockey. Mit dem Team nahm er am Spielbetrieb der United States Hockey League (USHL) teil, der höchsten Juniorenliga des Landes, und wurde dabei in seiner zweiten Saison ins Second All-Star Team berufen. Parallel dazu fungieren die Auswahlen des NTDP als Nachwuchs-Nationalmannschaften, sodass Hughes an der World U-17 Hockey Challenge 2015 teilnahm, bevor er mit der U18 bei der U18-Weltmeisterschaft 2017 die Goldmedaille gewann.
Nach zwei Jahren schied Hughes altersbedingt aus dem NTDP aus und wechselte an die University of Michigan, für deren Wolverines er seither am Spielbetrieb der National Collegiate Athletic Association (NCAA) teilnimmt. Als Freshman erzielte er 29 Scorerpunkte in 37 Spielen und wurde infolgedessen ins Second All-Star Team sowie ins All-Rookie Team der Big Ten Conference gewählt. Zudem nahm er mit der U20-Nationalmannschaft an der U20-Weltmeisterschaft 2018 teil und gewann dort die Bronzemedaille, bevor er für die A-Nationalmannschaft im Rahmen der Weltmeisterschaft 2018 debütierte. Dabei war er der jüngste Spieler des gesamten Turniers und gewann mit dem Team die Bronzemedaille.

### NHL
Hughes galt als eines der vielversprechendsten Talente im anstehenden NHL Entry Draft 2018, so wurde er von allen relevanten Ranglisten unter den ersten zehn gewählten Spielern gesehen. Aufgrund seiner für Abwehrspieler deutlich unterdurchschnittlichen Physis (178 cm; 79 kg) gilt er in erster Linie als talentierter Offensivverteidiger, so werden ihm herausragende technische Fähigkeiten und überdurchschnittliche Spielübersicht attestiert. Im eigentlichen Draft wählten ihn die Vancouver Canucks an siebter Position aus. Vorerst kehrte er jedoch nach Michigan zurück und nahm über den Jahreswechsel abermals an der U20-Weltmeisterschaft teil, bei der er mit dem Team USA die Silbermedaille errang. Die Spielzeit 2018/19 beendete er mit einem Punkteschnitt von über 1,0 pro Spiel (33 in 32 Spielen) sowie als Topscorer der Wolverines, bevor er im März 2019 einen Einstiegsvertrag bei den Canucks unterzeichnete und wenig später sein Debüt in der National Hockey League (NHL) gab.
Hughes gelang eine herausragende erste NHL-Saison, so verzeichnete er 53 Punkte, so viele wie zuletzt Nicklas Lidström (60 Punkte; 1991/92) unter den Rookie-Verteidigern der Ligageschichte. Zugleich wurde er zum erst dritten Abwehrspieler nach Bobby Orr und Brian Leetch, der die Rookie-Scorerliste seines Jahrgangs anführte. Dabei übertraf er Cale Makar der Colorado Avalanche (50 Punkte) nur knapp, der jedoch einen deutlich höheren Punkteschnitt von 0,88 pro Spiel aufwies. Beide wurden in der Folge gemeinsam mit Dominik Kubalík für die Calder Memorial Trophy nominiert, die den besten Neuling der Saison ehrt. Bereits während der Spielzeit war er als NHL-Rookie des Monats Februar ausgezeichnet worden. In den folgenden Playoffs 2020 stellte Hughes mit 16 Punkten gar einen NHL-Rekord für Rookie-Verteidiger auf, wobei er Makar (15) erneut nur knapp übertraf. Die Calder Memorial Trophy erhielt in der Folge Cale Makar, während Hughes im NHL All-Rookie Team berücksichtigt wurde.
Nach der Saison 2020/21, in der er seine Offensivstatistiken bestätigte, unterzeichnete er im Oktober 2021 als Restricted Free Agent einen neuen Siebenjahresvertrag in Vancouver, der ihm ein durchschnittliches Jahresgehalt von ca. 7,9 Millionen US-Dollar einbringen soll. Anschließend stellte er mit 68 Punkten in der Spielzeit 2021/22 einen neuen Franchise-Rekord für Verteidiger auf, den zuvor Doug Lidster (63 Punkte; Saison 1986/87) innehatte. Diesen wiederum verbesserte er bereits im Folgejahr noch einmal auf 76 Punkte.
Im September 2023 wurde Hughes zum 15. Kapitän der Franchise-Geschichte ernannt und trat dabei die Nachfolge von Bo Horvat an. Anschließend gelang ihm eine weitere deutliche Steigerung seiner Offensivstatistik auf 92 Punkte, womit er alle Abwehrspieler der Saison 2023/24 in der NHL anführte. Demzufolge zeichnete man ihn mit der James Norris Memorial Trophy als besten Verteidiger der Liga aus und wählte ihn darüber hinaus ins NHL First All-Star Team.

## Erfolge und Auszeichnungen
| - 2017 USHL Second All-Star Team - 2018 Big Ten Conference Second All-Star Team - 2018 Big Ten Conference All-Rookie Team - 2019 Big Ten Conference First All-Star Team - 2019 Finalist um den Hobey Baker Memorial Award - 2020 Teilnahme am NHL All-Star Game | - 2020 NHL-Rookie des Monats Februar - 2020 NHL All-Rookie Team - 2024 Teilnahme am NHL All-Star Game - 2024 James Norris Memorial Trophy - 2024 NHL First All-Star Team - 2025 NHL Second All-Star Team |

### International
- 2017 Goldmedaille bei der U18-Weltmeisterschaft
- 2018 Bronzemedaille bei der U20-Weltmeisterschaft
- 2018 Bronzemedaille bei der Weltmeisterschaft
- 2019 Silbermedaille bei der U20-Weltmeisterschaft

## Karrierestatistik
Stand: Ende der Saison 2024/25

### International
Vertrat die USA bei:
| - World U-17 Hockey Challenge 2015 - U18-Weltmeisterschaft 2017 - U20-Weltmeisterschaft 2018 | - Weltmeisterschaft 2018 - U20-Weltmeisterschaft 2019 - Weltmeisterschaft 2019 |

(Legende zur Spielerstatistik: Sp oder GP = absolvierte Spiele; T oder G = erzielte Tore; V oder A = erzielte Assists; Pkt oder Pts = erzielte Scorerpunkte; SM oder PIM = erhaltene Strafminuten; +/− = Plus/Minus-Bilanz; PP = erzielte Überzahltore; SH = erzielte Unterzahltore; GW = erzielte Siegtore; 1 Play-downs/Relegation; Kursiv: Statistik nicht vollständig)

## Familie
Quinn Hughes stammt aus einer vom Eishockey geprägten Familie. Sein Vater Jim Hughes spielte kurzzeitig im Profibereich und war danach als Trainer tätig, unter anderem als Assistent bei den Boston Bruins und als Cheftrainer des HK Dinamo Minsk. Seine Mutter Ellen Hughes, geborene Ellen Weinberg, vertrat die USA bei der Weltmeisterschaft 1992, gewann dort mit dem Team die Silbermedaille und wurde ins All-Star Team des Turniers gewählt. Darüber hinaus spielen seine Brüder Jack (* 2001) und Luke (* 2003) ebenfalls Eishockey.